# Pseudolycus ater
Pseudolycus ater là một loài bọ cánh cứng trong họ Oedemeridae. Loài này được Pic miêu tả khoa học năm 1931.